# 27. symfonie (Haydn)
27. symfonie G-dur Josefa Haydna vznikla mezi lety 1757 a 1760, v době, kdy Haydn pracoval pro hraběte Morzina. V Hobokenově seznamu Haydnova díla (zkratka Hob.) má označení I/27.
Symfonie sestává ze tří vět v tradičním schématu – rychle, pomalu, rychle.
- Allegro
- Andante
- Presto